# Àngel Planells i Cruañas
Àngel Planells i Cruañas (Cadaqués, 2 de desembre de 1901 – Barcelona, 23 de juliol de 1989) va ser un pintor vinculat a l'avantguarda catalana i al surrealisme.

## Biografia
Nascut a Cadaqués, on coneixeria artistes com Eliseu Meifrèn i Joan Roig i Soler, que eren amics del seu pare, i més tard a Salvador Dalí. L'any 1918 va estudiar pintura, litografia i gravat a Barcelona, però va haver de tornar a Cadaqués per problemes econòmics. El 1928 va començar a publicar poemes surrealistes i crítiques de pintura a la revista Sol Ixent, de Cadaqués, sota la influència de Josep Vicenç Foix.
Entre 1928 i 1929, Planells va participar en les seves primeres exposicions col·lectives a les Galeries Dalmau de Barcelona i a la dels Amics de les Arts de Girona, entre d'altres, i va conèixer René Magritte, que havia viatjat a Cadaqués amb altres surrealistes. El 1930, va tenir la seva primera exposició individual, a les Galeries Dalmau, a propòsit de la qual Sebastià Gasch va publicar la primera crítica de l'obra de Planells.
El 1936, Planells va formar part del grup Logicofobista, juntament amb els artistes Artur Carbonell i Carbonell, Leandre Cristòfol i Peralba, Àngel Ferrant, Esteve Francés, A. Gamboa-Rothwoss, A. G. Lamolla, Ramon Marinello, Joan Massanet, Maruja Mallo, Jaume Sans, Nàdia Sokalova, Remedios Varo i Joan Ismael, i el teòric i crític d'art Magí Cassanyes. La primera exposició “Logicofobista” va tenir lloc a les Galeries Catalònia. Aquell mateix any, tres obres de Planells van formar part de la primera exposició internacional del surrealisme, celebrada a les New Burlington Galleries de Londres. Planells havia començat a treballar com a professor de l'Escola d'Arts i Oficis de Blanes, on vivia des de 1929.
Després de la Guerra Civil espanyola, Planells va "amagar" el seu compromís amb el surrealisme per a dedicar-se a pintar paisatges, marines i bodegons. No va ser fins al 1974, gràcies al galerista francès René Metras, que va començar a ser reconegut com un dels surrealistes més importants del segle xx.
Actualment es poden veure algunes de les seves obres al MNAC de Barcelona, al Reina Sofia de Madrid i en algunes col·leccions Thyssen.